# Saint-André-de-Cruzières
Saint-André-de-Cruzières är en kommun i departementet Ardèche i regionen Auvergne-Rhône-Alpes i sydöstra Frankrike. Kommunen ligger  i kantonen Les Vans som ligger i arrondissementet Largentière. År 2022 hade Saint-André-de-Cruzières 464 invånare.

## Befolkningsutveckling
Antalet invånare i kommunen Saint-André-de-Cruzières
Referens: INSEE